# Ана Миленковић
Ана Миленковић (Београд, 19. април 1980) српска је поп певачица.

## Почеци
Ана се појављивала на многим фестивалима — Белгрејд Спринг (2000), Будва Фестивал (2001), Еуросонг (2004) и Зрењанин Фестивал (2004). Године 2005, придружила се бенду Бла Бла Бенд. Учествовали су на Беовизији 2006. и 2007. године. Бенд је 2006. године освојио награду за најбољег новајлију. Сарађивала је са угледним музичарима из Србије и Црне Горе. Била је пратећи вокал Здравку Чолићу и Влади Георгиеву.

## Бјути квинс

### Евровизија 2007.
Када је Марија Шерифовић победила на Беовизији 2007. са песмом „Молитва“, аутори Владимир Граић и Саша Милошевић Маре су потражили девојке које ће на Песми Евровизије 2007. у Хелсинкију певати пратеће вокале Марији. Тако су карте за Финску добиле Ана Миленковић, Сања Богосављевић, Ксенија Милошевић, Ивана Селаков и Сузана Динић.
После више него успешне интерпретације и победе на Евровизији, ових пет девојака нико није заборавио. Чувени новинар лондонске телевизије Би-Би-Си Марк Севиџ је пет предивних девојака, које су тако добро певале и изгледале заједно с Маријом на сцени, у свом извештају назвао a chorus of bouffant beaty queens (хором невероватно лепих мисица). Граја и Маре, читајући овај текст на интернету, тог тренутка су одлучили да се исплати радити с овим саставом, и да ће оне носити име управо Бјути квинс.

### Рад групе
Уследила је прва заједничка песма, „Пет на један“, којом су Бјути Квинс дебитовале на Музичком фестивалу у Будви 2007. године и освојиле друго место, као и све симпатије присутних посетилаца и новинара, који им, по завршетку фестивала, буквално нису дали да напусте бекстејџ. Ускоро, песма постаје хит на скоро свим радио станицама. У августу 2007. учествују на фестивалу у Охриду, композицијом „Против срца“ и поново освајају друго место, али и прва места на многим топ-листама у Македонији. Велики успех у Хелсинкију донео им је велики број обожавалаца у Европи, тако да већ имају велики број фан клубова.
Наступ на Беовизији 2008. са песмом „Завет“ био је уједно и њихов трећи заједнички наступ. Иако су у полуфиналној вечери освојиле највећи број гласова, у финалној вечери су се нашле на трећем месту, док је победу однела Јелена Томашевић. Поред тога, значајно је да су том приликом освојиле ласкаву награду од ОГАЕ и тиме стекле право да представљају Србију на "Eurovision Second Chance" (Друга евровизијска шанса).
У припреми је први студијски албум, који ће се паралелно појавити на српском и енглеском језику за светско тржиште, на јесен 2008. године. Тим који потписује овај албум је исти онај који је потписао и песму „Молитва“ - Владимир Граић и Саша Милошевић Маре.
Група је изводила своје песме у „Еуроклубу“, клубу у којем су се дружили и своје песме изводили представници на Песми Евровизије 2008. у Београду. Такође су се пре почетка такмичења упознале с португалском представницом Ванијом Фернандес.
Бјути квинс је учествовала на фестивалу Сунчане скале 2008. у Херцег Новом, са песмом „Ти или он“.
На Беовизији 2009. су наступиле заједно са Оскаром и Ђорђем Марјановићем са песмом Суперстар Огњена Амиџића, Владимира Граића и Саше Милошевића Марета и освојиле 5. место са 12 поена.
На фестивалу Сунчане скале 2010. године, наступале су са песмом „Две исте“ и заузеле високо 5. место.

## Беовизија 2020.
9. јануара 2020. је објављено да ће бити учесница Беовизије 2020. са песмом Тајна. У финале се пласирала из другог полуфинала. У финалу које је одржано 1. марта је била пета са 11 поена.

## Дискографија

### Бла Бла Бенд

#### Синглови
- 2006: Малер
- 2007: Рулет

### Бјути квинс

#### Албуми
- 2008: ТБА

#### Синглови
- 2004: Таква жена
- 2004: Сад враћам све
- 2007: Пет на један
- 2007: Против срца
- 2008: Завет
- 2010: Без тебе
- 2012: Да се љубимо

### Соло албуми
- 2010: Од сна до јаве